# Susan Tedeschi
Susan Tedeschi (Boston, 1970. november 9. –) amerikai Grammy-díjas blues- és soulénekesnő, gitáros.

## Pályafutása
Tedeschi zenész családból származik; felmenői olaszok voltak. Hamarosan érdeklődni kezdett a blues iránt. 15 éves korában már saját zenekara volt (The Smoking Section).
A Berklee College of Musicon tanult. 1994-ben létrehozta a Susan Tedeschi Bandet. Második albumuk, a Just Won't Burn már lelkes fogadtatásban részesült (1998). Az együttes turnéján fellépett John Mellencamp, B. B. King, Bob Dylan, Buddy Guy, Taj Mahal és a The Allman Brothers Band.
2001-ben Susan Tedeschi összeházasodott Derek Trucks gitárossal. Ekkor visszavonult a színpadtól, a stúdiófelvételek következtek.
2010-ben Trucks és Tedeschi új együttest alapított. Egy sikeres turné után 2010-ben megjelent a Tedeschi Trucks Band Revelator című albuma.
2013-ban jelent meg az együttes harmadik albuma, a Made Up Mind, amely 2014-ben két Blues Music Awardot is kapott (egyet a legjobb együttes, egyet pedig a legjobb rockalbum kategóriában). Susan Tedeschi a legjobb bluesénekesnek járó díjat is megkapta.
Tedeschi hangját Bonnie Raitt és Janis Joplin hangjához hasonlítják. Gitárjátékát Buddy Guy, Johnny „Guitar” Watson, Stevie Ray Vaughan és Freddie King hatásával magyarázzák.

## Albumok
- Better Days (1995)
- Just Won’t Burn (1998)
- Wait for Me (2002)
- Live from Austin TX (2004)
- Hope and Desire (2005)

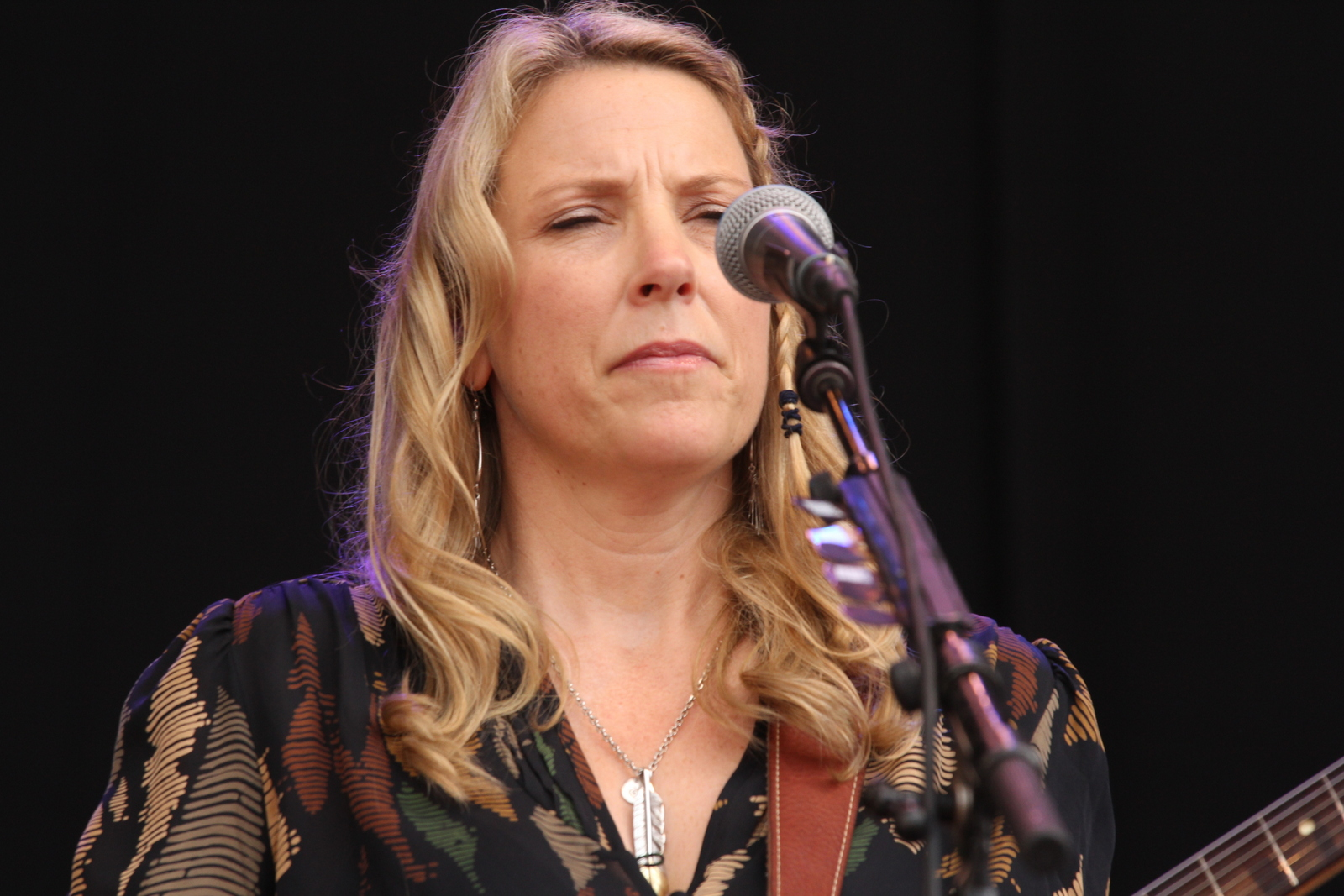
Notodden Blues Festival

- Best of Susan Tedeschi: Episode One (2005)
- Episode 2 (2007)
- Back to the River (2008)
- Just Won't Burn (2023 – 25th Anniversary Deluxe Edition)

### Tedeschi Trucks Band
- Revelator (2011)
- Everybody's Talkin' (2012)
- Made Up Mind (2013)
- Let Me Get By (2016)
- Live from the Fox Oakland (2017)
- Signs (2019)
- Layla Revisited (Live at LOCKN') (2021)
- I Am the Moon (2022)

## Díjak
- 2011: Tedeschi zsűritag volt a hetedik alkalommal megrendezett Független Music Awardson
- 2012: Grammy-díj: Tedeschi és a Tedeschi Trucks Band: Legjobb Bluesalbum (Revelator)
- 2014: Blues Music Award: az év legjobb blues-előadónője
- 2014: Blues Music Award: az év legjobb bluesalbuma (a Tedeschi Trucks Banddel)
- 2014: Blues Music Award: az év legjobb bluesalbuma "Made Up Mind" (a Tedeschi Trucks Banddel)
- 2017: Blues Music Award: az év legjobb rockalbuma "Let Me Get By" (a Tedeschi Trucks Banddel)
- 2017: Blues Music Award: az év legjobb bluesegyüttese (a Tedeschi Trucks Banddel)
- 2017: Blues Music Award: az év legjobb blues-előadónője

### Jelölések
- 2000: Grammy-díj-jelölés a legjobb új előadónak
- 2003: Grammy-díj-jelölés a legjobb rockénekesnőnek
- 2004: Grammy-díj-jelölés: legjobb bluesalbum (Wait For Me)
- 2006: Grammy-díj-jelölés: legjobb kortárs bluesalbum (Hope and Desire)
- 2010: Grammy-díj-jelölés: legjobb kortárs bluesalbum (Back to the River)
- 2016: Americana Music Award (a Tedeschi Trucks Banddel)
- 2017: Grammy-díj-jelölés: legjobb kortárs bluesalbum (Live from the Fox Oakland)

## Filmek
- Susan Tedeschi az IMDb-n

## Fordítás
- Ez a szócikk részben vagy egészben  a   Susan Tedeschi című német Wikipédia-szócikk ezen változatának fordításán alapul.  Az eredeti cikk szerkesztőit annak laptörténete sorolja fel. Ez a jelzés csupán a megfogalmazás eredetét és a szerzői jogokat jelzi, nem szolgál a cikkben szereplő információk forrásmegjelöléseként.